# Krychitka Caches
Krychitka Caches (ukr. Крихітка Цахес) – ukraiński zespół rockowo-trip hopowy, założony w 1999 roku w Kijowie. W 2007 grupa zmieniła nazwę na Krychitka.

## Dyskografia
- 2005 – Na perszomu misci (ukr. На першому місці)
- 2009 – Recept” (ukr. Рецепт)